# Murias de Paredes
Murias de Paredes és un municipi de la província de Lleó a la comunitat autònoma de Castella i Lleó. Forma part de la comarca de la Montaña Oriental i està format pels municipis de: 
- Barrio de la Puente
- Los Bayos
- Fasgar
- Lazado
- Montrondo
- Posada de Omaña
- Rodicol
- Sabugo
- Senra
- Torrecillo
- Vegapujín
- Villabandín
- Villanueva de Omaña
- Vivero

## Demografia
| 1991 | 1996 | 2001 | 2004 |
| ---- | ---- | ---- | ---- |
| 895  | 760  | 583  | 5801 |